# Neotama mexicana
Neotama mexicana là một loài nhện trong họ Hersiliidae.
Loài này thuộc chi Neotama. Neotama mexicana được miêu tả năm 1893 bởi Octavius Pickard-Cambridge.